# Liste der denkmalgeschützten Objekte in Neulengbach
Die Liste der denkmalgeschützten Objekte in Neulengbach enthält die 33 denkmalgeschützten, unbeweglichen Objekte der niederösterreichischen Stadtgemeinde Neulengbach im Bezirk St. Pölten-Land.

## Denkmäler
| Foto |                 | Denkmal | Standort                                                  | Beschreibung | Metadaten |
| ---- | --------------- | --- | --------------------------------------------------------- | --- | --- |
| ja   | Datei hochladen | Jüdischer Friedhof HERIS-ID: 61110 Objekt-ID: 73519 marterl.at: 20962                                         | neben Austraße 3 Standort KG: Großweinberg                | Auf dem jüdischen Friedhof, 1871 vom örtlichen Minjan-Verein gegründet, gibt es 71 Gräber. 15 Grabsteine gingen während der NS-Herrschaft verloren. 1999 erfolgte eine Generalsanierung durch den Verein Schalom. | BDA-Hist.: Q38094454 Status: § 2a Stand der BDA-Liste: 2025-06-30 Name: Jüdischer Friedhof GstNr.: 115/2, .28 Jüdischer Friedhof, Neulengbach                                                                                   |
| ja   | Datei hochladen | Wohnhaus Egon Schiele HERIS-ID: 113871 Objekt-ID: 132256seit 2021                                             | Egon-Schiele-Straße 48 Standort KG: Großweinberg          | Im westlichen Teil dieses Hauses, an der Straßenseite, lebte Egon Schiele gemeinsam mit Wally Neuzil von 1911 bis 1912. | BDA-Hist.: Q105675416 Status: Bescheid Stand der BDA-Liste: 2025-06-30 Name: Wohnhaus Egon Schiele GstNr.: 167/15 |
| ja   | Datei hochladen | Ortskapelle hl. Maria HERIS-ID: 61094 Objekt-ID: 73501 marterl.at: 20909                                      | gegenüber von Inprugg 24 Standort KG: Inprugg             | Der neugotische Bau aus dem Jahre 1906 hat einen Dreiseitschluss, einen Dachreiter mit Giebelspitzhelm und im Inneren eine Spitztonne mit ornamentaler späthistoristischer Deckenmalerei. Der Schreinaltar mit Marienbild ist neugotisch, das Vortragekreuz aus der zweiten Hälfte des 18. Jahrhunderts barocke. | BDA-Hist.: Q38094332 Status: § 2a Stand der BDA-Liste: 2025-06-30 Name: Ortskapelle hl. Maria GstNr.: 238 Kapelle (Inprugg) |
| ja   | Datei hochladen | Flur-/Wegkapelle HERIS-ID: 61095 Objekt-ID: 73502 marterl.at: 20868                                           | neben Inprugg 30 Standort KG: Inprugg                     | Die Wegkapelle aus der zweiten Hälfte des 18. Jahrhunderts hat einen geschweiften Blendgiebel und eine Rundbogenöffnung, innen ein Tonnengewölbe. | BDA-Hist.: Q38094341 Status: § 2a Stand der BDA-Liste: 2025-06-30 Name: Flur-/Wegkapelle GstNr.: 246 |
| ja   | Datei hochladen | Befestigte Höhensiedlung Buchberg HERIS-ID: 112221 Objekt-ID: 130294                                          | Buchberg Standort KG: Markersdorf                         | Funde von Keramikscheiben weisen auf eine Besiedlung des Buchberg-Hochplateaus von der ausgehenden Jungsteinzeit bis zur keltischen Periode hin. Nach Ausgrabungen vermutet man, dass sich hier die größte urzeitliche Wallanlage des Wienerwaldes mit rund 350 bis 400 Meter Länge und etwa 150 Meter Breite befand. Das Areal der Höhensiedlung erstreckt sich über Gebiete der Gemeinden Maria Anzbach und Neulengbach. | BDA-Hist.: Q64512549 Status: Bescheid Stand der BDA-Liste: 2025-06-30 Name: Befestigte Höhensiedlung Buchberg GstNr.: 397, 405, 406, 408, 456, 457, 458, 459 Buchberg (Wienerwald)                                              |
| ja   | Datei hochladen | Kath. Filialkirche hl. Laurentius und Friedhof HERIS-ID: 61102 Objekt-ID: 73510                               | Laurenzistraße 86 Standort KG: Markersdorf                | Die auf den hl. Laurentius geweihte Kirche in der Nähe der Rotte Haag bei Markersdorf, im 12. Jahrhundert am Westhang des Buchbergs in erhöhter Lage errichtet, war von 1339 bis 1528 Pfarrkirche, brannte jedoch im Zuge der ersten Wiener Türkenbelagerung ab und wurde 1544 Filiale der Pfarre Neulengbach. Der einschiffige romanische Rundbau erhielt um 1500 an der Ostseite einen spätgotischen Chor und später an der Nordseite einen niedrigen Turm mit Zeltdach. Die Kirche enthält Spolien aus der Römerzeit, darunter ein Stein aus einer Grabädikula des 3. Jahrhunderts mit dem Relief eines geflügelten Todesgenius. | BDA-Hist.: Q1808281 Status: § 2a Stand der BDA-Liste: 2025-06-30 Name: Kath. Filialkirche hl. Laurentius und Friedhof GstNr.: 599, 600 Laurenzi-Kirche, Haag bei Markersdorf                                                    |
| ja   | Datei hochladen | Pestmarterl HERIS-ID: 61108 Objekt-ID: 73517 marterl.at: 20912                                                | Bahnstraße 19 Standort KG: Neulengbach                    | Das auf die zweite Hälfte des 17. Jahrhunderts datierte Pestmarterl wurde im Zuge des Baus einer Park-and-Ride-Anlage auf seinen Standort in der Bahnstraße versetzt. Die achteckige Säule ist etwa 1,4 Meter hoch und wird von einem quadratischen Pyramidenstumpf mit 36 cm Höhe und 46 cm Seitenlänge bekrönt. Auf der Spitze der Pyramide befindet sich ein einfaches Kreuz aus Metall. Laut einer Infotafel wurde der Pyramidenaufsatz nachträglich hinzugefügt. | BDA-Hist.: Q38094431 Status: § 2a Stand der BDA-Liste: 2025-06-30 Name: Pestmarterl GstNr.: 31 |
| ja   | Datei hochladen | Haltestellengebäude Neulengbach Stadt links und rechts der Bahn HERIS-ID: 34654 Objekt-ID: 32994              | Bahnstraße 78 Standort KG: Neulengbach                    | Die beiden lang gestreckten eingeschoßigen Holzbauten wurden 1882 erbaut und 1981 rekonstruiert. | BDA-Hist.: Q37959317 Status: Bescheid Stand der BDA-Liste: 2025-06-30 Name: Haltestellengebäude Neulengbach Markt links u. rechts d. Bahn GstNr.: 22/1 Haltestellengebäude links und rechts der Bahn, Bahnhof Neulengbach Stadt |
| ja   | Datei hochladen | Mausoleum der Familie Liechtenstein HERIS-ID: 80125 Objekt-ID: 93838 marterl.at: 20857                        | Reichelgasse 3 Standort KG: Neulengbach                   | In der 1841 von der Fürstenfamilie Liechtenstein übernommenen Gruft fand unter anderem Karl Johann Anton von Liechtenstein († 1871) seine letzte Ruhestätte. Dessen Enkel, Prinz Karl von und zu Liechtenstein († 1893), war das letzte Mitglied der Familie, das hier beigesetzt wurde. | BDA-Hist.: Q38172716 Status: Bescheid Stand der BDA-Liste: 2025-06-30 Name: Mausoleum der Familie Liechtenstein GstNr.: 41/6 Mausoleo of Liechtenstein family, Neulengbach                                                      |
| ja   | Datei hochladen | Bezirksgericht HERIS-ID: 50296 Objekt-ID: 55117                                                               | Hauptplatz 2 Standort KG: Neulengbach                     | Mächtiger Spätrenaissancebau, um 1620 erbaut, in der zweiten Hälfte des 19. Jahrhunderts erweitert. Zweigeschoßiger, vierflügeliger Baukörper, 1951 Aufstockung des Straßentraktes und Erneuerung der Fassade mit Sgraffito. Im Erdgeschoß ehemalige Gefängniszellen; in der Zelle Nr. 2 war 1912 der Maler Egon Schiele inhaftiert. | BDA-Hist.: Q38039218 Status: § 2a Stand der BDA-Liste: 2025-06-30 Name: Bezirksgericht GstNr.: 93 Bezirksgericht Neulengbach |
| ja   | Datei hochladen | Bürgerhaus HERIS-ID: 61122 Objekt-ID: 73532                                                                   | Hauptplatz 11 Standort KG: Neulengbach                    | Das im Kern spätgotische Gebäude mit spitzbogigem Steingewändeportal wurde Ende des 19. Jahrhunderts neu fassadiert. Aus der ersten Hälfte des 19. Jahrhunderts stammt eine nachbarocke Nischenmalerei der Heiligen Dreifaltigkeit. | BDA-Hist.: Q38094506 Status: Bescheid Stand der BDA-Liste: 2025-06-30 Name: Bürgerhaus GstNr.: 108 |
| ja   | Datei hochladen | Ehem. Franziskanerkirche und Umfassungsmauer (Allerheiligste Dreifaltigkeit) HERIS-ID: 45531 Objekt-ID: 46897 | Kirchenplatz 1 Standort KG: Neulengbach                   | Die Pfarrkirche zur Allerheiligsten Dreifaltigkeit ist ein frühbarocker, nord-süd-orientierter Saalbau aus den Jahren 1623–1627. Lang gestreckter, rund schließender Nordchor; kleiner Turm mit Zwiebelhelm im östlichen Chorwinkel. 1779 Brand, 1995 Restaurierung. | BDA-Hist.: Q38016567 Status: § 2a Stand der BDA-Liste: 2025-06-30 Name: Ehem. Franziskanerkirche und Umfassungsmauer (Allerheiligste Dreifaltigkeit) GstNr.: 85/3 Pfarrkirche Allerheiligste Dreifaltigkeit, Neulengbach        |
| ja   | Datei hochladen | Alte Volksschule, ehem. Franziskanerkloster, heute Rathaus sowie Pfarrhof HERIS-ID: 61121 Objekt-ID: 73530    | Kirchenplatz 82 Standort KG: Neulengbach                  | Die ursprünglich frühbarocke dreiflügelige Anlage mit integriertem Kreuzgang erfuhr im 19. und beginnenden 20. Jahrhundert zahlreiche Anbauten. Heute ist der zweigeschoßige Vierflügelbau durch einen schmalen Verbindungsgang an die Westseite der Kirche angebunden. Nordflügel seit 1784 Pfarrhof; Südflügel 1787 Schule, später mehrere Zubauten. 1981 Bau des Westflügels (Pfarrheim). 1990/92 Umbau des Schulgebäudes zum Gemeindeamt. | BDA-Hist.: Q38094493 Status: § 2a Stand der BDA-Liste: 2025-06-30 Name: Alte Volksschule, ehem. Franziskanerkloster, heute Rathaus sowie Pfarrhof GstNr.: 87, 86/2                                                              |
| ja   | Datei hochladen | Bürgerhaus HERIS-ID: 34655 Objekt-ID: 32995                                                                   | Rathausplatz 4 Standort KG: Neulengbach                   | Das „Reichelhaus“ ist ein spätmittelalterlicher Bau mit Grabendach hinter niedriger Blendmauer. Die Fassade im Erdgeschoß wurde barockisierend erneuert und weist ein weites rundbogiges Durchfahrtstor auf. Anmerkung: Adressnummerierung wurde geändert, nunmehr Nr. 4 statt Nr. 14 | BDA-Hist.: Q37959332 Status: Bescheid Stand der BDA-Liste: 2025-06-30 Name: Bürgerhaus GstNr.: 113/3 Reichelhaus, Neulengbach                                                                                                   |
| ja   | Datei hochladen | Altes Rathaus, heute Musikvereinshaus HERIS-ID: 61124 Objekt-ID: 73534                                        | Rathausplatz 54 Standort KG: Neulengbach                  | Frei stehender Renaissancebau unter Satteldach mit hohem, ins Achteck übergehenden Eckturmaufsatz, um 1620 erbaut. Bei Restaurierung nach 1950 mit Sgraffito und Stadtwappen erneuert. | BDA-Hist.: Q38094517 Status: § 2a Stand der BDA-Liste: 2025-06-30 Name: Altes Rathaus, heute Musikvereinshaus GstNr.: 133/4 Altes Rathaus Neulengbach                                                                           |
| ja   | Datei hochladen | Nikolauskapelle HERIS-ID: 61109 Objekt-ID: 73518 marterl.at: 20860                                            | bei Reichelgasse 3 Standort KG: Neulengbach               | Ehemalige Friedhofskapelle Zum Gekreuzigten Heiland auf dem Areal des einstigen Friedhofs. Kleiner, im Kern gotischer Rechtecksbau aus dem 14. Jahrhundert mit teilweise vermauerten Spitzbogenfenstern. | BDA-Hist.: Q38094442 Status: § 2a Stand der BDA-Liste: 2025-06-30 Name: Nikolauskapelle GstNr.: 115/1 Nikolauskapelle Neulengbach                                                                                               |
| ja   | Datei hochladen | Schloss Neulengbach HERIS-ID: 34656 Objekt-ID: 32996                                                          | Schloßberggasse 66 Standort KG: Neulengbach               | Ursprünglich Ende des 12. Jahrhunderts durch die Herren von Lengenbach als Höhenburg auf einem freistehenden und rd. 80 m hohem Bergkegel über der Siedlung errichtet. Um 1500 wurde die rund 540 m lange und mit acht Türmen verstärkte äußeren Wehrmauer errichtet. Im 3. Drittel des 16. Jahrhunderts und in der 1. Hälfte des 17. Jahrhunderts erfolgte der Ausbau bzw. die Erweiterung der Burg zu einem schmucklosen Spätrenaissanceschloss. | BDA-Hist.: Q179236 Status: Bescheid Stand der BDA-Liste: 2025-06-30 Name: Schloss Neulengbach GstNr.: 152/2, 152/8, 152/10 Burg Neulengbach                                                                                     |
| ja   | Datei hochladen | Bründl Kapelle HERIS-ID: 61107 Objekt-ID: 73516 marterl.at: 20866                                             | bei Weinbergstraße 1 Standort KG: Neulengbach             | Kapellenbildstock mit barocker Gliederung in Rundbogennische, 1754 erbaut. | BDA-Hist.: Q38094417 Status: § 2a Stand der BDA-Liste: 2025-06-30 Name: Bründl Kapelle GstNr.: 152/1 Bründl-Kapelle, Neulengbach                                                                                                |
| ja   | Datei hochladen | Fries-Kapelle HERIS-ID: 61125 Objekt-ID: 73535 marterl.at: 20678                                              | gegenüber Weinheberstraße 8 Standort KG: Neulengbach      | Klassizistische Wegkapelle am Fuß des Schlossbergs, um 1820 erbaut. Vertieftes Rundbogenportal mit eingestellten Säulen, Schmiedeeisengitter aus der Bauzeit. | BDA-Hist.: Q38094527 Status: § 2a Stand der BDA-Liste: 2025-06-30 Name: Fries-Kapelle GstNr.: 291/2 Fries-Kapelle, Neulengbach                                                                                                  |
| ja   | Datei hochladen | Friedhofskapelle hl. Barbara HERIS-ID: 61118 Objekt-ID: 73527 marterl.at: 20959                               | Wiener Straße 28 Standort KG: Neulengbach                 | Die auf die hl. Barbara geweihte Friedhofskapelle ist ein späthistoristischer Apsisbau mit Dreiecksgiebel und Dachreiter, flankiert von der Leichenhalle und dem Friedhofswärterhaus. | BDA-Hist.: Q38094467 Status: § 2a Stand der BDA-Liste: 2025-06-30 Name: Friedhofskapelle hl. Barbara GstNr.: 186 Cemetery chapel St. Barbara, Neulengbach                                                                       |
| ja   | Datei hochladen | Kath. Pfarrkirche Mariä Himmelfahrt und Friedhof HERIS-ID: 50353 Objekt-ID: 55234                             | Kirchenstraße 22 Standort KG: Ollersbach                  | Auf einem Hügel am südlichen Ortsrand gelegen, wurde der ursprünglich gotische Bau mit einem Chor aus dem 15. Jahrhundert zwischen 1780 und 1783 durch die Erweiterung um zwei Seitenschiffe zu einer spätbarocken Pseudobasilika umgestaltet. | BDA-Hist.: Q38039642 Status: § 2a Stand der BDA-Liste: 2025-06-30 Name: Kath. Pfarrkirche Mariä Himmelfahrt und Friedhof GstNr.: 1/1, 1/3 Pfarrkirche Ollersbach                                                                |
| ja   | Datei hochladen | Schloss Baumgarten HERIS-ID: 34716 Objekt-ID: 33082                                                           | Schloßstraße 1 Standort KG: Ollersbach                    | Die ehemalige Burg, 1074 erstmals urkundlich erwähnt, wurde 1565 im Besitz der Grafen Trauttmansdorff zu einem Schloss umgewandelt, 1683 von türkischen Streifscharen zerstört und danach mit geringen Veränderungen wieder aufgebaut. Die zweigeschoßige Anlage mit annähernd quadratischem Grundriss verfügt über vier runde Ecktürme mit blechgedeckten Zeltdächern und Wohnbauten mit Walmdächern. Über einen Graben führt eine auf vier Pfeilern errichtete Steinbrücke mit Vasen und Löwen durch ein Rundbogenportal ins Innere.                                                                                              | BDA-Hist.: Q2240199 Status: Bescheid Stand der BDA-Liste: 2025-06-30 Name: Schloss Baumgarten GstNr.: 375 Schloss Baumgarten (Neulengbach)                                                                                      |
| ja   | Datei hochladen | Ruine der Schlossanlage Raipoltenbach HERIS-ID: 34854 Objekt-ID: 33293                                        | südlich Hauptstraße 27 Standort KG: Raipoltenbach         | Als Bauzeit der ehemaligen Wasserburg gilt das späte 13. oder frühe 14. Jahrhundert als wahrscheinlich. Erhalten sind, in ruinösem Zustand, nur die vier runden Ecktürme, die einst durch Mauern verbunden waren. Auf einem von Georg Matthäus Vischer 1672 angefertigten Kupferstich ist zu erkennen, dass sich in der Mitte des Areals ein dreiachsiges Renaissance-Wohngebäude mit Walmdach befand. | BDA-Hist.: Q1797723 Status: Bescheid Stand der BDA-Liste: 2025-06-30 Name: Ruine der Schlossanlage Raipoltenbach GstNr.: 45/4 Burg Raipoltenbach                                                                                |
| ja   | Datei hochladen | Ortskapelle hll. Rochus und Florian HERIS-ID: 61093 Objekt-ID: 73500 marterl.at: 20901                        | neben Herbstgrabenstraße 1 Standort KG: Raipoltenbach     | Barocker Apsisbau mit gekurvtem Blendgiebel und Dachreiter mit Pyramidenhelm. | BDA-Hist.: Q38094321 Status: § 2a Stand der BDA-Liste: 2025-06-30 Name: Ortskapelle hll. Rochus und Florian GstNr.: 105 Kapelle (Raipoltenbach)                                                                                 |
| ja   | Datei hochladen | Figurenbildstock hl. Christophorus HERIS-ID: 61098 Objekt-ID: 73505 marterl.at: 20806                         | bei Hauptstraße 9 Standort KG: St. Christophen            | Die Christophorus-Statue aus Sandstein zeigt den Brückenheiligen mit dem Jesuskind auf der Schulter. Sie wurde 1951 von dem Künstler Hans Fahrwickl geschaffen. | BDA-Hist.: Q38094363 Status: § 2a Stand der BDA-Liste: 2025-06-30 Name: Figurenbildstock hl. Christophorus GstNr.: 1897/1 St. Christophorus statue (St. Christophen)                                                            |
| ja   | Datei hochladen | Pfarrhof HERIS-ID: 61100 Objekt-ID: 73508                                                                     | Schulgasse 1 Standort KG: St. Christophen                 | Der ehemalige Sommersitz der St. Pöltner Chorherren, Jakob Prandtauer zugeschrieben, ist ein lang gestreckter zweigeschoßiger Barockbau, der durch Zubauten des 19. Jahrhunderts zu einer vierseitigen Anlage geschlossen wurde. | BDA-Hist.: Q38094385 Status: § 2a Stand der BDA-Liste: 2025-06-30 Name: Pfarrhof GstNr.: 65 |
| ja   | Datei hochladen | Kath. Pfarrkirche hl. Christophorus HERIS-ID: 61099 Objekt-ID: 73506                                          | Schulgasse 1 Standort KG: St. Christophen                 | Im Kern romanisch, durch Erweiterungsbauten des 14. bis 18. Jahrhunderts zu dreischiffiger Pseudobasilika mit Staffelchor und Nordwestturm ausgebaut. | BDA-Hist.: Q38094373 Status: § 2a Stand der BDA-Liste: 2025-06-30 Name: Kath. Pfarrkirche hl. Christophorus GstNr.: .9/1 Pfarrkirche St. Christophen                                                                            |
| ja   | Datei hochladen | 2 Einsteigtürme (94, 95) HERIS-ID: 111664 Objekt-ID: 129653                                                   | Standort siehe Beschreibung KG: St. Christophen           | Die beiden Einsteigtürme der II. Wiener Hochquellenwasserleitung im Gemeindegebiet tragen die Nummern 94 (Lage) und 95 (Lage). Der Einsteigturm 95 befindet sich unmittelbar westlich vor dem Grubholzbachaquädukt. | BDA-Hist.: Q37825875 Status: Bescheid Stand der BDA-Liste: 2025-06-30 Name: 2 Einsteigtürme (94, 95) GstNr.: 1521/2, 1107/1 Hochquellenwasserleitung in Neulengbach                                                             |
| ja   | Datei hochladen | Grubholzbachaquädukt HERIS-ID: 111665 Objekt-ID: 129654                                                       | Standort KG: St. Christophen                              | Die II. Wiener Hochquellenwasserleitung ist eine 183 Kilometer lange Trinkwasser-Versorgungsleitung für die Stadt Wien. Sie wurde auf Betreiben von Karl Lueger errichtet und nach zehnjähriger Bauzeit am 2. Dezember 1910 als II. Kaiser-Franz-Josef-Hochquellenleitung eröffnet. Das Aquädukt verbindet die Gemeinden Neulengbach und Neustift-Innermanzing. | BDA-Hist.: Q37825883 Status: Bescheid Stand der BDA-Liste: 2025-06-30 Name: Grubholzbachaquädukt GstNr.: 1521/2 Grubholzbachaquädukt                                                                                            |
| ja   | Datei hochladen | Aquädukt in der Au HERIS-ID: 111663 Objekt-ID: 129652                                                         | Standort KG: St. Christophen                              | Aquädukt der II. Wiener Hochquellenwasserleitung, siehe Grubholzbachaquädukt. Das Aquädukt verbindet die Gemeinden Neulengbach und Stössing. | BDA-Hist.: Q37825871 Status: Bescheid Stand der BDA-Liste: 2025-06-30 Name: Aquädukt in der Au GstNr.: 1107/1, 1936/3 Aquädukt in der Au                                                                                        |
| ja   | Datei hochladen | Kath. Filialkirche Allerheiligste Dreifaltigkeit HERIS-ID: 35029 Objekt-ID: 33617 marterl.at: 20979           | Umseer Straße 12, bei Standort KG: Tausendblum            | Kleiner, ursprünglich romanischer Saalbau mit Westturm. Nach mehrfachen Zerstörungen wiederhergestellt, 1892 regotisiert. Seit 1982 profaniert und in Privatbesitz. | BDA-Hist.: Q37961201 Status: Bescheid Stand der BDA-Liste: 2025-06-30 Name: Kath. Filialkirche Allerheiligste Dreifaltigkeit GstNr.: 496/19                                                                                     |
| ja   | Datei hochladen | Ortskapelle Mariä Empfängnis HERIS-ID: 59324 Objekt-ID: 70545 marterl.at: 20905                               | schräg gegenüber Dorfstraße 7 Standort KG: Unterwolfsbach | Spätbarocker Bau von 1752 mit eingezogenem polygonalem Schluss, Volutengiebel und Dachreiter mit Zwiebelhelm. | BDA-Hist.: Q38086972 Status: § 2a Stand der BDA-Liste: 2025-06-30 Name: Ortskapelle Mariä Empfängnis GstNr.: 13 |
| ja   | Datei hochladen | Ortskapelle Wolfersdorf HERIS-ID: 61097 Objekt-ID: 73504 marterl.at: 20897                                    | neben Wolfersdorfer Straße 13 Standort KG: Wolfersdorf    | Die 1932 in gotisierenden Formen errichtete Ortskapelle in Wolfersdorf hat einen Dachreiter mit Giebelspitzhelm. | BDA-Hist.: Q38094352 Status: § 2a Stand der BDA-Liste: 2025-06-30 Name: Ortskapelle GstNr.: 8 |